# Antros
Ne doit pas être confondu avec Andros.
L'île d'Antros est une terre disparue, probablement légendaire, décrite par le géographe romain Pomponius Mela vers 40 après J.-C.. Il la situe à l'embouchure de l'estuaire de la Gironde, en France. Elle est parfois assimilée à l'îlot rocheux sur lequel est construit le phare de Cordouan.

## Description
La première description de l'île est fournie sous le règne de l'empereur Claude par le géographe Pomponius Mela, :

« C'est là [dans l'estuaire de la Gironde] qu'est située une île nommée Antros, dont les habitants du pays croient qu'elle flotte et s'élève avec la montée des eaux pour cette raison que, lorsque le flot a atteint son maximum, il recouvre les terres devant lesquelles l'île est située, bien que celles-ci paraissent plus élevées, alors que l'île, comme auparavant, est seulement entourée d'eau ; et ainsi ces lieux que dérobait avant au regard l'obstacle opposé par les rives et les collines apparaissent alors clairement comme s'ils étaient vus d'un endroit élevé »

— Pomponius Mela, De chronographia, 3-2-22
Son nom tirerait son étymologie du mot celtique « sauteuse », ou bien signifierait « terre entre les eaux ».
Plusieurs hypothèses ont été formulées pour localiser cette île disparue :
- l'îlot sur lequel est bâti l'actuel phare de Cordouan. C'est la thèse du chroniqueur bordelais Gabriel de Lurbe (Chronique Bourdeloise, 1617), reprise par Louis Moréri qui nomme ainsi dans son Dictionnaire de 1674 la « petite île où est bâtie la tour de Cordouan »[5]. Au XVIIIe siècle Claude Masse, ingénieur du roi en charge de dresser les cartes de la Gironde et de la Saintonge, mentionne l'île d'Antrosse comme couvrant jadis le rocher de Cordouan[5].
- d'une île plus ancienne joignant les rochers de Cordouan à ceux de Saint-Nicolas, sur l'actuelle commune du Verdon-sur-Mer à la pointe de Grave. Un chenal entre les actuels Soulac et Le Verdon-sur-Mer l'aurait tenue alors séparée du continent[3]. À noter qu'une carte de 1742 mentionne un lieu-dit Andernoz à la pointe du Verdon, possible déformation d'Antros — ou confusion avec le village d'Andernos, sur le bassin d'Arcachon[3] ;
- la plus aval des îles fluviales détritiques de la partie moyenne de la Gironde, vers Blaye (1975), suivant une intuition ancienne de l'abbé Baurein[3] ;
- une autre partie jadis émergée des hauts-fonds de Cordouan (1974).

L'impression de voir l'île s'élever à marée montante est un effet d'optique fréquent dans la région.